# Carlos Quijano
Carlos Quijano (Montevideo, 21. ožujka 1900. – Meksiko, 10. lipnja 1984.) bio je urugvajski odvjetnik, povjesničar književnosti, esejist, političar i novinar, jedan od utemeljitelja utjecajnih političkih tjednika Marcha i Brecha.

## Životopis
Rođen je 1900. godine u Montevideu, u kojem je proveo veći dio svoga života. 1917. godine je sa skupinom studenata i srednjoškolaca osnovao aktvističku književnu školu, koja je izazvala brojne kontroverze u Urugvaju i okolici. Tijekom studija, od 1918. do 1923., predavao je povijest književnosti u jednoj srednjoj školi. Na Republičkom sveučilištu u Urugvaju je diplomirao 1923. godine s najboljim ocjenama i rektorovom nagradom te zlatnom plaketom. Nakon studija u Urugvaju, studirao je ekonomiju i političke znanosti na uglednom francuskom sveučilištu Sorbonne u Parizu.
Tijekom četverogodišnjeg boravka u Parizu, slao je građu i pisao članke o Parizu za dnevne novine El País te s oduševljem sudjelovao u studenotskim skupovima koje je organizirala AGELA (Zajednica studenata Južne Amerike) te objavljuje knjige Nikaragva, esej o imperijalizmu SAD-a.